# Warren McCulloch
Warren Sturgis McCulloch (Orange, Nova Jérsei, 16 de novembro de 1898 — Cambridge, Massachusetts, 24 de setembro de 1969) foi um neuroanatomista, psiquiatra e cibernético americano.